# مجلس ایالتی زاکسن
مجلس ایالتی زاکسن (به آلمانی: Sächsischer Landtag یا لتدتاگ زاکسن)، مجلس قانونگذاری ایالت آزاد زاکسن، یکی از شانزده ایالت آلمان است. این مجلس مسئولیت قانونگذاری، کنترل دولت و انتخاب برخی از مقامات دولتی را بر عهده دارد. مجلس ایالتی زاکسن در دوره‌های مختلف از سال ۱۸۳۱ فعالیت داشته‌است، اما مجلس فعلی بعد از اتحاد دوباره آلمان در سال ۱۹۹۰ تأسیس شد. نمایندگان لندتاگ با رای مستقیم مردم انتخاب می‌شود و هر دوره آن به مدت پنج سال به طول می‌انجامد. این مجلس در شهر درسدن، پایتخت ایالت زاکسن تشکیل جلسه می‌دهد.

## نظام انتخاباتی

نقشه حوزه‌های انتخابیه مورد استفاده در انتخابات لندتاگ ۲۰۱۴

انتخابات لندتاگ از طریق نظام نمایندگان نسبی ترکیبی با استفاده از لیست‌های احزاب انجام می‌شود. رأی دهندگان دو رأی دارند: «رای اول» برای یک نماینده مستقیماً منتخب از یکی از تعدادی حوزه انتخابیه تک نفره و «رای دوم» برای فهرست حزبی. به منظور واجد شرایط بودن برای نمایندگی، یک حزب باید یا ۵ درصد از آرای فهرست ایالتی را به دست آورد یا حداقل در دو حوزه انتخابیه پیروز شود. رای‌گیری اول و دوم برای حوزه‌های انتخابیه تک نفره استفاده می‌شود و توزیع کلی کرسی‌ها با استفاده از روش D'Hondt تعیین می‌شود.

## ترکیب تاریخی

دوره اول
دوره دوم
دوره سوم
دوره چهارم.
دوره پنجم.
دوره ششم.
دوره هفتم.